# Kawasaki Ninja 250SL
La Kawasaki Ninja 250SL (nome in codice BX250), chiamata anche Ninja RR Mono in Indonesia fino a novembre 2016, è una motocicletta prodotta dalla casa motociclistica giapponese Kawasaki dal 2014, esclusivamente per il mercato asiatico.

## Descrizione
La moto sostituisce la Ninja ZX-150RR (chiamato anche Ninja RR) che è stata prodotta dal 1991 al 2016. È alimentata da un motore monocilindrico dalla cilindrata totale di 249 cm³ già impiegato sulla Kawasaki KLX250 che produce una potenza di 20,6 kW (27,6 CV) a 9700 giri/min e 22,6 Nm di coppia a 8200 giri/min e viene abbinato a una trasmissione a 6 velocità.
Dalla moto ne è stata derivata un'altra versione la Z250SL.